# Why (bài hát của Taeyeon)
"Why" là bài hát được thu âm bởi ca sĩ Hàn Quốc Taeyeon cho mini album cùng tên thứ hai của cô. Được phát hành như single thứ hai của mini album vào ngày 28 tháng 6 năm 2016 bởi SM Entertainment. Lời bài hát được viết bởi LDN Noise, Lauren Dyson và Rodnae "Chikk" Bell. Âm nhạc, trái ngược với phong cách ballad của Taeyeon, ''Why'' được mô tả như sự pha trộn giữa EDM và R&B với các yếu tố của tropical house. Lời của bài hát muốn gửi đến mong muốn thoát khỏi cuộc sống ngột ngạt.
Single nhận được những phản hồi tích cực từ các nhà phê bình âm nhạc, người đã tán thành đối với phong cách âm nhạc mới của bài hát cũng như phô diễn hết giọng hát của Taeyeon. ''Why'' đạt vị trí thứ 7 trên Gaon Digital Chart của Hàn Quốc và vị trí thứ 6 trên bảng xếp hạng Billboard World Digital Songs. Tính đến tháng 12 năm 2016, bài hát đã được 689,209 bản digital tại Hàn Quốc.
Hai MV cho bài hát cũng được phát hành; MV đầu tiên được đạo diễn bởi Im Seong-gwan và được công bố đồng thời với phát hành single. Quay phim tại California, video mô tả Taeyeon đi một chuyến đi để tải sinh lực cho chính bản thân. Phiên bản nhảy, Taeyeon kết hợp với trình diễn vũ đạo của bài hát được phát hành ngày 4 tháng 7 năm 2016. Để quảng bá cho ''Why'', Taeyeon tổ chức event gọi là "Countdown Night" trước khi bài hát phát hành trên V app của Naver. Cô cũng xuất hiện và trình diễn trên các chương trình âm nhạc bao gồm Music Bank, Show! Music Core và Inkigayo. Bài hát cũng nằm trong danh sách bài hát được biểu diễn trong concert Butterfly Kiss của Taeyeon tại Hàn Quốc vào tháng 7 và tháng 8 năm 2016.

## Tiểu sử và phát hành
Taeyeon chính thức ra mắt như một nghệ sĩ solo vào tháng 10 năm 2015 với mini album đầu tiên của cô I, với vị trí thứ 2 trên Gaon Album Chart của Hàn Quốc và đạt 140,000 bản physical cũng tạo đất nước này. Kế tiếp thành công của I, Taeyeon phát hành single cho SM Station của SM Entertainment với tựa đề là "Rain", với trị thứ nhất trên Gaon Digital Chart của Hàn Quốc. Khi sự nổi tiếng của cô được ổn định, SM Entertainment thông báo vào ngày 17 tháng 6 năm 2016 rằng mini album thứ hai của Taeyeon Why có thể sẽ được phát hành vào ngày 28 tháng 6. Mini album lập tức thành công tại Hàn Quốc, doanh số pre-order vượt quá 102,598 bản, và ra mắt ở vị trí đầu của Gaon Album Chart.
Why mang lại hai single; cái thứ nhất là "Starlight" feat.Dean, được phát hành vào ngày 25 tháng 6 năm 2016 bởi SM Entertainment. "Why" là single thứ hai sau ''Starlight'' được available cho digital download sau khi lead single phát hành được ba ngày. Bài hát được phát trên radio KBS ngày 29 tháng 6 năm 2016. Theo ghi chú của mini album, lời của bài hát được viết bởi Jo Yoon-kyung, đồng thời âm nhạc của bài hát được sáng tác bởi LDN Noise, Lauren Dyson và Rodnae "Chikk" Bell.

## Đón nhận
"Why" nhận được những phản hồi tích cực từ các nhà phê bình âm nhạc. Chester Chin từ The Star ghi nhận sự thay đổi 180 độ trong phong cách âm nhạc của bài hát như dấu hiệu sự khởi đầu của Taeyeon, bài hát mô tả. Anh ấy cũng ca ngợi instrumental của bài hát như giới thiệu Taeyeon như ''một người trình diễn năng động." Lee Seo-jin của Korea JoongAng Daily gọi single như "refreshing", trong khi Go Jae-wan từ The Chosun Ilbo đã tập trung hướng tới phong cách âm nhạc của bài hát cũng như giọng hát "cool" của Taeyeon cũng như làm bài hát "giảm nhiệt vào mùa hè năm nay."
Bài hát ra mắt tại vị trí thứ 7 trên bảng xếp hạng issue ngày 26 tháng 6 - 2 tháng 7 năm 2016. Tuần kế tiếp, bài hát rơi xuống vị trí thứ 9 trên bảng xếp hạng.  "Why" là bài hát có thành tích cao thứ 13 trong tháng 7 năm 2016 trên Gaon Digital Chart, dựa trên doanh số digital, lượt nghe và phương tiện tải nhạc. Tính đến tháng 12 năm 2016, "Why" đạt 689,209 bản tại Hàn Quốc. Trên World Digital Songs, bảng xếp hạng được xuất bản bởi Billboard, "Why" ra mắt vị trí thứ 7 trên bảng xếp hạng issue ngày 16 tháng 7 năm 2016; tuần kế tiếp, bài hát leo lên vị trí thứ 6, sau đó lên vị trí thứ nhất trên bảng xếp hạng. Bài hát vẫn trên bảng xếp hạng trong 6 tuần trước khi rớt ra khỏi bảng xếp hạng issue ngày 27 tháng 8 năm 2016.

## MV
Có hai MV kèm theo cho ''Why''. MV ban đầu, đạo diễn bởi Im Seong-gwan, ra mắt cùng ngày với ngày phát hành single. Theo nội dung của lời bài hát, miêu ta Taeyeon là nhân vật chính của câu truyện, người muốn thoát khỏi cuộc sống ngột ngạt. Địa điểm quay được xác nhận bởi Taeyeon tại California; cô giải thích trên Pops in Seoul, ''Tôi muốn chọn một nơi mà trước kia tôi đã có nhiều kỉ niệm ở nơi đó. Khi được nói đến một nơi tự do, cool, đầy nắng và đẹp đẽ, LA đã hiện ra trong tâm trí tôi đầu tiên và đó là lí do tôi chọn quay MV tại đây.'' Jeff Benjamin từ Fuse viết rằng video ''giới thiệu một khía cạnh mới của Taeyeon'' trong khi ca ngợi phong cách thời trang "fierce'' của cô, đặc biệt là crop top của Moschino và flannel shirt tràn ngập cụm từ "Queen of Beers." Lặp lại quan điểm của Benjamin, Susan Min của CJ E&M thể hiện quan điểm: Taeyeon mặt khác của cô ấy mà trước giờ chúng ta chưa từng thấy  [...] đặc biệt là bắt mắt.
Phiên bản dance được phát hành ngày 4 tháng 7 năm 2016. Trong bối cảnh tươi sáng và đèn flash, video tập trung chủ yếu vào màn nhảy của Taeyeon với biên đạo múa của bài hát. Một editor từ BNT bình luận rằng màn trình diễn của Taeyeon sẽ ''đáp ứng nhu cầu của fan toàn thế giới cần,'' trong khi đài truyền hình Australia Special Broadcasting Service coi vũ đạo ''ấn tượng thật sự'' mà ''đòi hỏi nhiều thời gian luyện tập.''

## Quảng bá
Trước khi bài hát phát hành, vào ngày 27 tháng 6 năm 2016, Taeyeon tổ chức một event trực tiếp gọi là "Countdown Night" trên ứng dụng V app của Naver, giới thiệu các bài hát trong album và tương tác với các fan. Sau khi phát hành mini album, Taeyeon trình diễn ca khúc chủ đề "Why" trên ba chương trình âm nhạc: Music Bank của KBS2 ngày 1 tháng 7, Show! Music Core của MBC ngày 2 tháng 7 và Inkigayo của SBS ngày 3 tháng 7. Ngày 10 tháng 7, single đạt vị trí thứ nhất trên Inkigayo, dựa vào doanh số digital, doanh số physical (doanh số album), lượt xem trên YouTube, lượt vote của người xem, Taeyeon tuy nhiên đã không tham dự chương trình vào ngày hôm đó do lịch trình xung đột. Để tiếp tục quảng bá mini album, Taeyeon bắt tay vào concert mang tên Butterfly Kiss. Concert tổ chức ở Seoul tại Olympic Park  vào ngày 9-10 tháng 7 năm 2016 và ở Busan tại KBS Hall ngày 6-7 tháng 8 năm 2016. ''Why'' cũng nằm trong danh sách bài hát được biểu diễn trong concert, với tổng cộng 22 bài hát.

## Credit
Credit được trích từ chú thích trong CD của Why.
- Thu âm tại SM Yellow Tail Studio và SM Blue Ocean Studio
- Mixed tại SM Yellow Tail Studio
- Chỉnh sủa giọng hát tại MonoTree Studio
- Lời tiếng Hàn bởi Jo Yoon-kyung
- Sáng tác và arranged bởi LDN Noise, Lauren Dyso và Rodnae "Chikk" Bell
- Produced bởi LDN Noise
- Vocal directed bởi G-high
- Pro Tools operating bởi G-high

## Bảng xếp hạng
| Bảng xếp hạng (2016)               | Vị trí xếp hạng cao nhất |
| ---------------------------------- | ------------------------ |
| Hàn Quốc (Gaon)                    | 7                        |
| US World Digital Songs (Billboard) | 6                        |

### Bảng xếp hạng cuối năm
| Bảng xếp hạng (2016) | Xếp hạng |
| -------------------- | -------- |
| Hàn Quốc (Gaon)      | 100      |

## Link khác
- "Why" music video trên YouTube
- "Why" (Dance version) trên YouTube